# جص
الجص أو الجبص أو الجبس هو مادة صلبة مكونة من ثنائي هيدرات كبريتات الكالسيوم (الصيغة الكيميائية {\displaystyle CaSO_{4}} • {\displaystyle 2H_{2}O}).
من الخامات المتوفرة بكثرة في الأرض وهو أكثر معدن كبريتي منتشر في الطبيعة بأحد شكليه المعدني أو صخر رسوبي
وهو يتداخل مع معدن الأنهدريت (كبريتات الكالسيوم اللامائية) ويتواجد مع الدولوميت والطين والحجر الجيري وهو ذو لون رمادي أوأبيض ويميل إلى الإحمرار في بعض الأحيان وقد يكون وجوده على سطح الأرض أو على أعماق قد تصل إلى /350/م .

## الصيغة الكيميائية للجبس
اسمه كبريتات الكالسيوم المائية CaSO4.2H2O حيث يندرج ضمن هذا الاسم :
- 97.1% كبريتات الكالسيوم
- 2.9% ماء
- شوائب مثل كربونات الكالسيوم (CaCO3) والسيليكا أو الرمل (SiO2) .

## أنواع الجبس
للجبس نوعان وذلك حسب طريقة تكوينه:
- الجبس الطبيعي: يوجد الجبس الطبيعي مع الصخر الملحي على شكل أجسام مسطحة أو كتل ليفية تتطابق مع الحجر الجيري أو الحجر الرملي أو الطين أو على هيئة رواسب ذات طبقات سميكة واسعة الامتداد بشكل اجسام عدسية – بلورات أحادية طويلة ذات شكل منشوري.

وللجبس الطبيعي عدة أنواع نذكرها على الشكل التالي:
- -جبسيت: وهو راسب أرضي غير نقي دقيق الحبيبات مختلط بالرمل والطين.
- ‌-ألياف متوازية: وهي عبارة عن كتل جبسية كثيرة التشقق توجد على شكل ألياف متنوعة تتميز بلمعة لؤلؤية.
- ‌-جبس صخري: نوع متماسك قشري أو محبب وغالباً يكون غير نقي.
- -سيلينييت: وهو من أجود أنواع الجبس حيث يتكون من بلورات أحادية شفافة كاملة وقليلة التشقق .
- ‌-المرمر: يتكون من كتل دقيقة الحبيبات.

## استخراج الجبس ومراحل صناعته
بعد استخراج الجبس (الخام الطبيعي) إما باستعمال المتفجرات أو آلياً.
طريقة التعدين السطحي: تستخدم طرق الحفر المفتوحة بعد إزالة الغطاء السطحي لتجنب تشويه الطبقات يراعى ثبات المنحدر وصغر المسافة الرأسية في الحفر المفتوحة وعمل ضوابط أثناء استخراجه وتحليل العينات الجبسية عند كل مستوى.
طريقة التعدين تحت السطحي: عبارة عن استخدم طريقة الدعائم والغرف والتي هي الأكثر انتشاراً في التعدين حيث تتطلب وفرة الاحتياط من الخام وأن يكون ذي جودة عالية ووفي متناول الأسواق الطالبة له. وتوفر وحدة معالجة الكلس ورخص أجور النقل والقدرة على منافسة المنتجات البديلة .
خلاصة الأمر فصناعة الجبس نقوم على : تكسير الخامات المستخرجة إلى قطع صغيرة على مرحلتين:
1. -تكسير أولي لإنقاص الحجم إلى قطع صغيرة.
2. ‌-تكسير ثانوي ليصبح بحجم العدسات وتخزن بالمستودعات لإرساله إلى المحمصة فيما بعد.

ويستخرج الجبس بعد أن يغسل ويغربل ونفصل الشوائب عنه ومن بعدها يجفف.

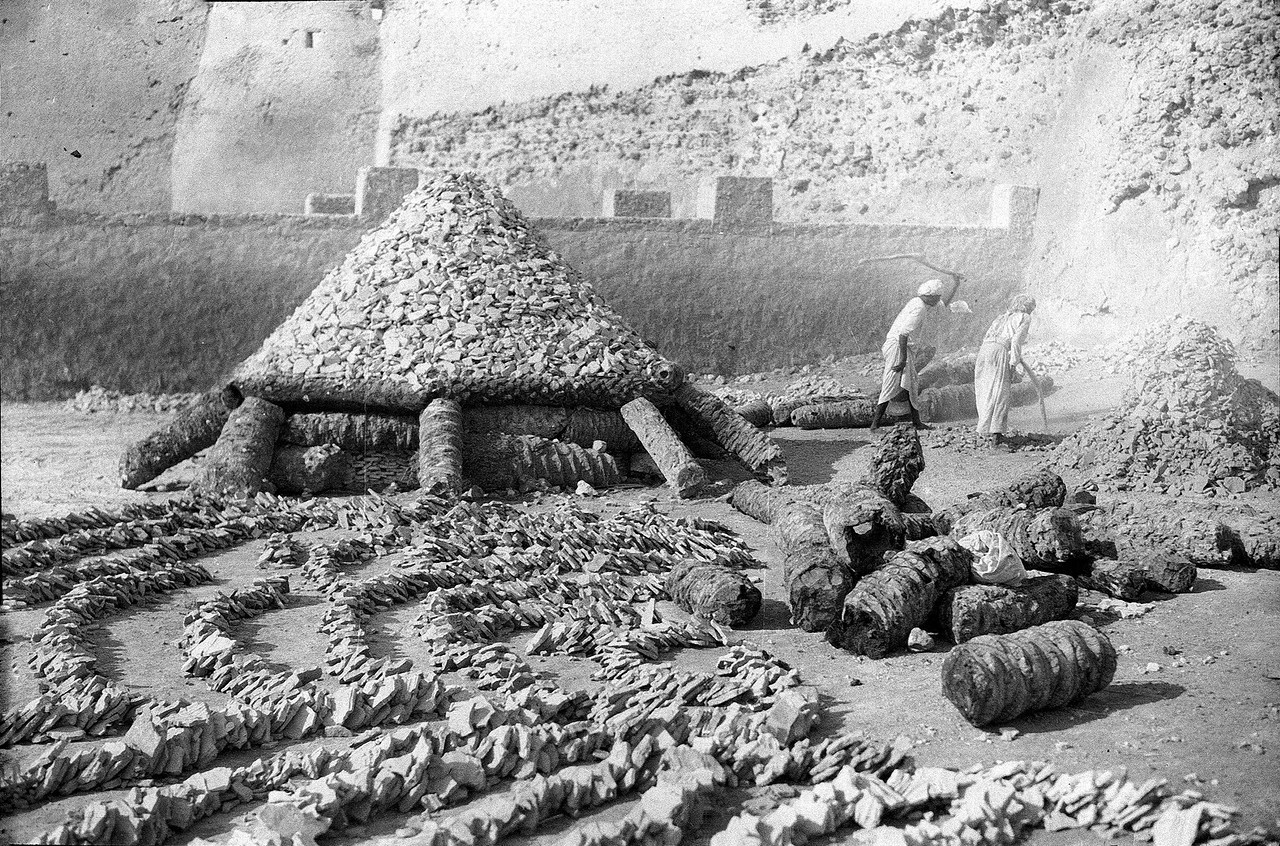
جصّاصون يجمعون أمام قلعة القطيف أكواماً من الحجر الجيري المُعد للحرق مع جذوع النخل للاستعمال في أعمال الجبس والدهان. تاريخ الصورة التقديري هو 1924م.

بعد ذلك كله يرسل إلى التحميص ويوضع في الفرن عند درجة حرارة /130/درجة مئوية ويبقى في الفرن لفترة كافية ريثما يطرد (3/4) من الماء الذي بداخله حيث تصبح صيغته الكيميائية (CaSO4.1/2H2O).
CaSO4.2H2O+حرارة = CaSO4.1/2H2O+1.5H2O
وعندها يفرز نوعان من الجبس:
1. -جبس ألفا نصف مائي.
2. -جبس بيتا نصف.

حيث يتلاقى النوعان في التبلور ولكن جبس ألفا أقل قابلية للتفاعل والذوبان لذلك يتطلب كمية كبيرة من الماء وفترة زمنية أطول للتصلب وهو الأكثر رواجاً واستخداماً وإنتاجاً.
بعد التحميص يرسل الجبس إلى المطاحن ليتم طحنه حسب الطلب ويرسل إلى مستودعات خاصة لكي يتم تعبئته بأكياس خاصة، وذلك بعد أن تؤخذ منه عينات وإجراء الاختبارات لمعرفة النقاوة وزمن التصلب وقوة الدق وأنواع الشوائب ونسبتها ليتم التصنيف.

### مراحل لإزالة الشوائب
أ‌- الغسل لإزالة الشوائب القابلة للذوبان وإزالة الشوائب العضوية التي تطفو على الماء.
ب‌- التجفيف بنزع الماء جزئياً .
ج- تبلور المزيج المكون من كبريتات الكالسيوم ثنائية الماء والنصف مائية وذلك لإيجاد شكل سهل لكي لايسبب بصعوبات أثناء التصنيع .
د- طحن المنتج إلى جسيمات بالحجم المراد إيجاده.
ه- ثم كمرحلة أخيرة يتعرض الذوبان لذلك يتطلب كمية كبيرة من الماء وفترة زمنية أطول للتصلب وهو الأكثر رواجاً واستخداماً وإنتاجاً.
بعد التحميص يرسل الجبس إلى المطاحن ليتم طحنه حسب الطلب ويرسل إلى مستودعات خاصة لكي يتم تعبئته بأكياس خاصة، وذلك بعد أن تؤخذ منه عينات وإجراء الاختبارات لمعرفة النقاوة وزمن التصلب وقوة الدق وأنواع الشوائب ونسبتها ليتم التصنيف.

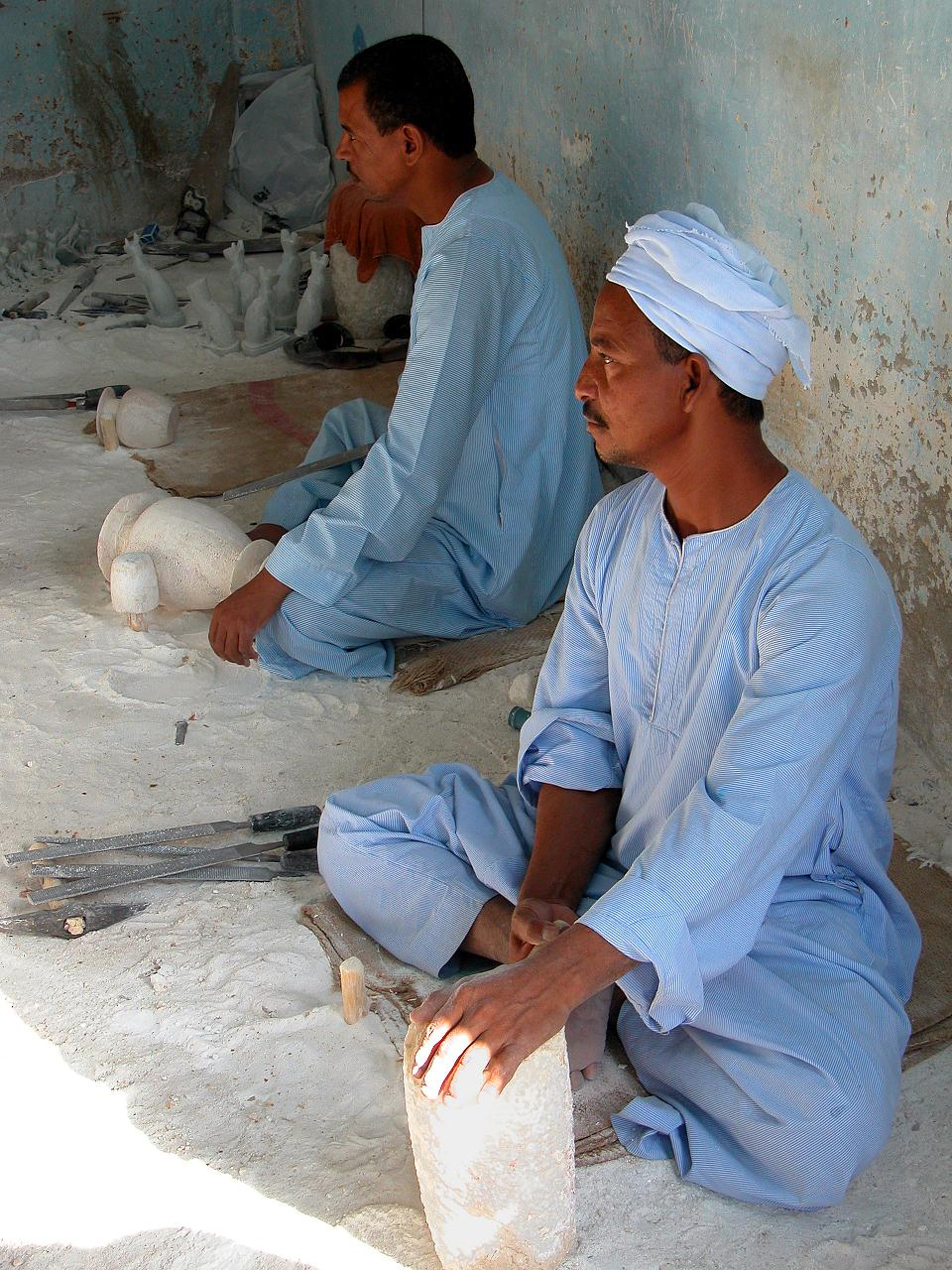
صناعة برطمانات من الجبس في وادي الملوك بصعيد مصر

## مخاطر الجبس بالنسبة للبناء
إن مخاطره كبيرة جدا حيث تتحد كبريتات الكالسيوم مع الاسمنت وبالتالي يصبح (البيتون المسلح) مع مرور الزمن هشا جداً مما يؤدي إلى تصدع الأبنية لذلك يستحسن في عملية البناء تعويض الجبس بالأسمنت المقاوم للكبريتات إذا كانت نسبة الجبس (6% أو أقل) أما إذا كانت نسبته (أكثر من 6%) ننصح باستبداله بالتربة مع استعمال اسمنت مقاوم أيضاً.

## استخدامات
له استعمالات ايجابية كثيرة فهو يستعمل بالطب والزراعة الخ...
- يستخدم الجص كجبيرة للاطراف المكسورة لكي يساعد على تثبيت العظم المكسور في مكانه لكي يشفى الكسر ويعود إلى الطبيعة وبعد ذلك يمكن ازالته.
- يستخدم في البناء بكثرة وفي صناعة الديكورات .
- يدخل في صناعة طباشير السبورات في المؤسسات التعليمية وغيرها.
- تُستخدم ألواح الجبس بشكل أساسي في إنهاء الجدران والأسقف، وتُعرف في البناء باسم الحوائط الجافة أو ألواح الجدران أو الألواح الصخرية أو ألواح الجبس.
- تستخدم كتل الجبس مثل الكتل الخرسانية في تشييد المباني.
- ملاط الجبس هو ملاط قديم يستخدم في تشييد المباني.
- تُستخدم مكونات الجبس في الجبائر الجراحية وقوالب الصب والنمذجة.